# Захарі Буше
Захарі Буше (фр. Zacharie Boucher, нар. 7 березня 1992, Сен-П'єр) — французький футболіст, воротар «Бастії».
Грав за молодіжну збірну Франції.

## Клубна кар'єра
Народився 7 березня 1992 року в місті Сен-П'єр.
У дорослому футболі дебютував 2010 року виступами за команду «Гавр», в якій провів чотири сезони, взявши участь у 65 матчах чемпіонату. 
Згодом з 2014 по 2015 рік грав за «Тулузу».
У 2015 році уклав контракт з «Осером», у складі якого провів наступні три роки своєї кар'єри гравця. Більшість часу, проведеного у складі «Осера», був основним голкіпером команди.
Протягом 2018—2019 років захищав на умовах оренди кольори «Анже», після чого ще протягом одного сезону захищав кольори «Осера». 
До складу клубу «Аріс» приєднався 2020 року.

## Виступи за збірні
У 2007 році дебютував у складі юнацької збірної Франції (U-16), загалом на юнацькому рівні взяв участь у 45 іграх, пропустивши 26 голів.
Протягом 2013–2014 років залучався до складу молодіжної збірної Франції. На молодіжному рівні зіграв у 6 офіційних матчах.